# Scotomenia cetrata
Genre
Espèce
Scotomenia cetrata, unique représentant du genre Scotomenia, est une espèce d'opilions eupnois de la famille des Sclerosomatidae.

## Distribution
Cette espèce est endémique de Birmanie.

## Description
Scotomenia cetrata mesure de 4,5 à 6 mm.

## Publication originale
- Thorell, 1889 : « Aracnidi Artrogastri Birmani raccolti da L. Fea nel 1885-1887. » Annali del Museo Civico di Storia Naturale di Genova, sér. 2, vol. 7, p. 521-729 (texte intégral).